# Max Neumeister
Max Neumeister (* 15. Mai 1849 in Kleindrebnitz; † 1. Dezember 1929 in Dresden) war ein deutscher Forstwissenschaftler.

## Leben
Neumeister verbrachte die Kindheit im Vorwerk Kleindrebnitz und besuchte das Realgymnasium in Annaberg. Von  1867 bis 1869 studierte er Forstwirtschaft in Tharandt bei Johann Friedrich Judeich und Max Preßler. Danach war er als Forstadjunkt in Langebrück unter Oberförster Wilhelm Theodor Bruhm tätig, wo er im April 1871 sieben Friedenseichen mit pflanzte, die zu den ältesten erhaltenen Gedenkbäumen in Dresden gehören. Von 1880 bis 1906 lehrte er  an der Forstakademie Tharandt. 1887 promovierte er zum Dr. phil. Von 1894 bis 1904 war er Direktor der Königlich-Sächsischen Forstakademie in Tharandt und von 1906 bis 1919 leitete er den Forstbezirk Dresden als Oberforstmeister. Neumeister erwarb sich besondere Verdienste um die Weiterentwicklung der Lehrinhalte und der Lehrmethodik der Forstwissenschaft.
Auf dem Inneren Neustädter Friedhof fand er seine letzte Ruhestätte. Er war zuletzt Hauptmann der Reserve der sächsischen Armee und Träger zahlreicher Auszeichnungen.

## Ehrungen

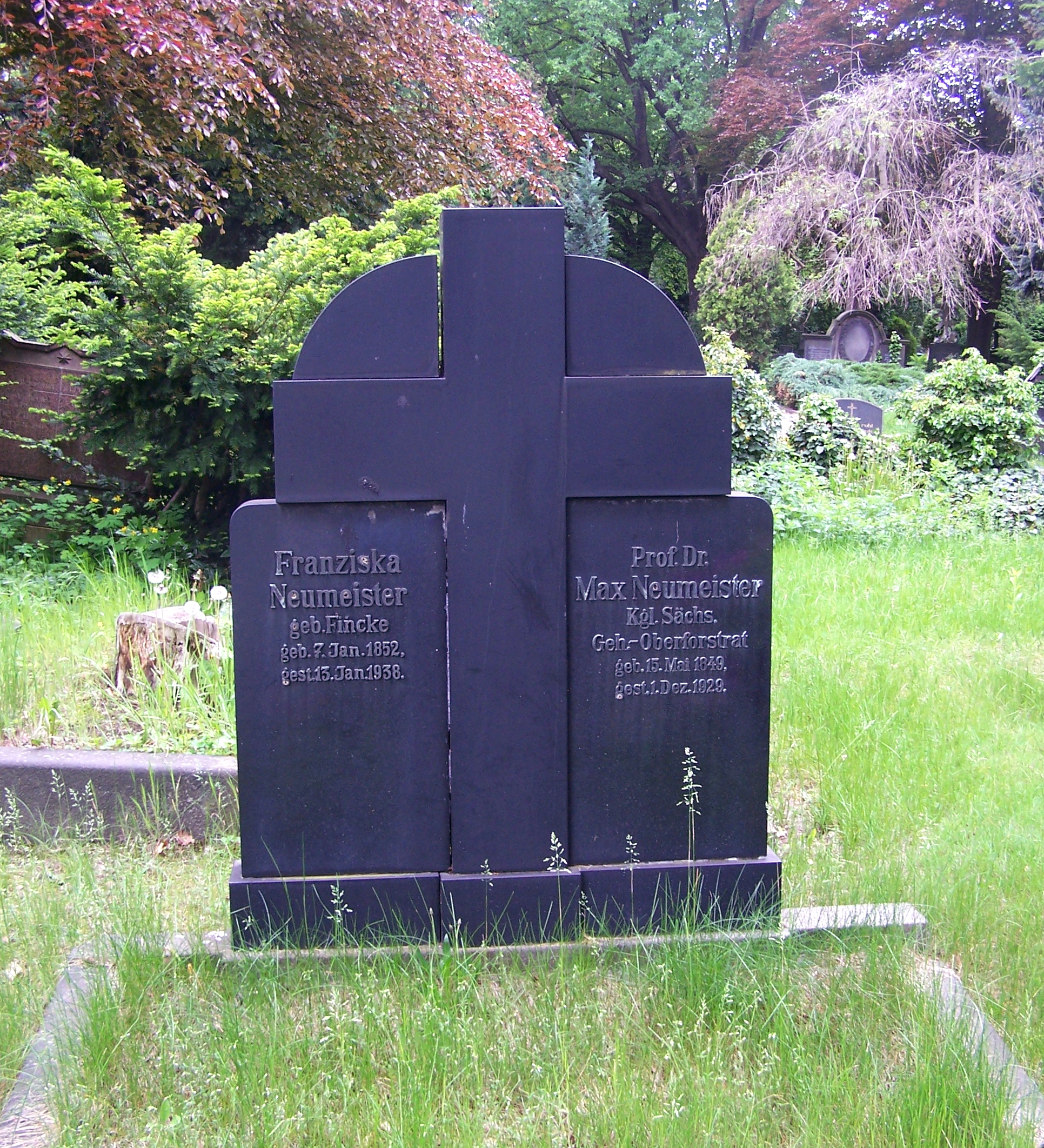
Neumeisters Grab

- Corpsschleifenträger der Saxonia Tharandt[2]
- Wahl in die Deutsche Akademie der Naturforscher Leopoldina (1895)[3]
- Geh. Oberforstrat (1902)
- 1904 Ehrenmitglied der Sächsischen Gesellschaft für Botanik und Gartenbau
- 1910–1920 Vorsitzender des Sächsischen Forstvereins
- 1917 Vorsitzender des Deutschen Forstvereins
- Neumeisterweg im Tharandter Wald (Gemarkung Somsdorf) im Badetal der Stadt Tharandt